# Балинт, Режё
Режё Балинт (венг. Bálint Rezső, имя при рождении — Рудольф Енё Блейер, венг. Bleyer Rudolf Jenő; 22 октября 1874, Будапешт — 23 мая 1929) — венгерский невролог и психиатр, известен, как выявивший и описавший синдром Балинта.
Родился в немецко-еврейской семье, обосновавшейся в Будапеште. Первые работы — по изучению случаев мышечной атрофии при гемиплегии — опубликовал во время учёбы в Будапештском университете. В дальнейшем изучал спинную сухотку и эпилепсию. Окончил вуз в 1897 году.
В 1907 году записал наблюдения за пациентом, который страдал от уникальной совокупности неврологических симптомов, включающих в себя фиксацию взгляда, игнорирование объектов на периферии и ошибочное определение целевых объектов. Было отмечено, что впервые эти симптомы появились у пациента после повреждения задних теменных долей. Данный «тройной синдромный комплекс» позже был назван «синдромом Балинта».
В 1910 году прошёл хабилитацию, в 1914 году стал экстраординарным профессором Будапештского университета, с 1917 года — полный профессор.
Умер от рака щитовидной железы в 1929 году в возрасте 54 лет.
Избранная библиография:
- Ueber das Verhalten der Patellarreflexe bei hohen Querschnittsmyelitiden, 1901
- Seelenlähmung des «Schauens», optische Ataxie, räumliche Störung der Aufmerksamkeit, 1909
- Diaetetikai vezérfonal. Будапешт, 1924
- A cukorbetegség és az inzulin. Будапешт, 1927
- Ulcusproblem und Säurebasengleichgewicht. Будапешт, 1927.
- Gewebsproliferation und Säurebasengleichgewicht. Pathologie und Klinik in Einzeldarstellungen. 1930.